# Jupiaba polylepis
Jupiaba polylepis es una especie de pez de la familia Characidae en el orden de los Characiformes.

## Morfología
Los machos pueden llegar alcanzar los 6,1 cm de longitud total.

## Hábitat
Vive en zonas de clima tropical.

## Distribución geográfica
Se encuentran en Sudamérica:  cuencas de los ríos Xingu,  Tocantins y Araguaia, y ríos costeros de Surinam y Guayana.